# Takao Ōsawa

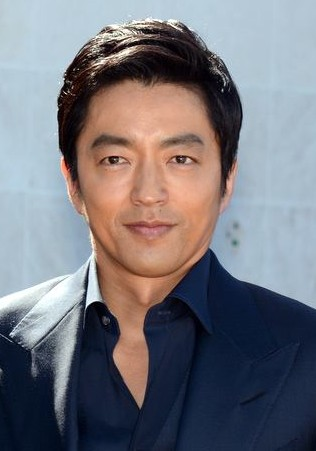
Takao Ōsawa 2013

Takao Ōsawa (jap. 大沢 たかお, Ōsawa Takao, * 11. März 1968 in Tokyo, Japan) ist ein japanischer Schauspieler, Produzent und Model.

## Leben
Mit 18 Jahren begann Osawa parallel zum Studium als Model zu arbeiten. 1995 erhielt er seine erste Rolle in einer japanischen Fernsehserie. Im Jahr 2000 begann er, hauptberuflich als Schauspieler zu arbeiten. Zu Beginn seiner Karriere spielte er meist Rollen, die in der Gegenwart angesiedelt waren, in Aragami spielte er erstmals einen Samurai und etablierte sich daraufhin als Schauspieler von historischen Charakteren. Zu seinen bekanntesten Rollen zählt die des Ninja Saizo Kirigakure in The Legend of Goemon und die des Toma Fujihara in Ichi – die blinde Schwertkämpferin.
Von 1999 bis 2006 war Osawa mit der japanischen Sängerin Kohmi Hirose verheiratet.

## Filmografie (Auswahl)
- 1995: Gerende ga tokeruhodo koishitai
- 1996: Chinpira: Two Punks / Chinpira
- 1999: The Island Tales (Ihojin tachi)
- 1999: Sennen tabito
- 2001: All About Lily Chou-Chou
- 2002: Filament
- 2002: Aragami
- 2003: The Battling Angel (Tenshi no kiba B.T.A.)
- 2003: Hana
- 2003: Sky High
- 2004: Gege
- 2004: Hana and Alice (Hana to Arisu)
- 2004: Socrates in Love (Sekai no Chūshin de)
- 2005: Into the Sun – Im Netz der Yakuza (Into the Sun)
- 2006: Metro ni notte
- 2006: Christmas on July 24th Avenue
- 2007: Bizan
- 2007: Life: Tears in Heaven (Tengoku de kimi ni aetara)
- 2008: The Taste of Fish
- 2008: Ichi – die blinde Schwertkämpferin
- 2008: Love Fight (Rabu faito)
- 2009: Halfway
- 2009: The Legend of Goemon
- 2009: Ballad: Na mo naki koi no uta
- 2010: Flowers
- 2010: Sakurada mongai no hen